# 施特拉劳尔门站
施特拉劳尔门站（德語：U-Bahnhof Stralauer Tor/U-Bahnhof Osthafen）是德国柏林地铁一个被废弃的车站，位于腓特烈斯海因-克罗伊茨贝格，途经的线路有柏林地铁1号线和柏林地鐵3號線。
施特拉劳尔门站于1945年3月10日被轰炸而损毁，后一直未进行重建，是目前柏林地铁上唯一一座废弃的车站。
车站名称来自施特拉劳尔门。